# تصادف مرگبار جاده تفرش
رانندگی فرزند ۱۱ ساله حسین حاجی‌لری، امام جمعه تفرش در روز پنج‌شنبه، ۱۴ بهمن در جاده تفرش-قم منجر به تصادف و کشته شدن سه نفر و مجروح شدن چهار نفر شد. جان‌باختگان این حادثه، رئیس شورای اسلامی روستای کَهَک و دو فرزندش بودند. رئیس پلیس راه استان مرکزی، علت این حادثه را تجاوز به چپ راننده خودروی سمند اعلام کرده‌است. در پی رانندگی مرگبار پسر ۱۱ ساله امام جمعه تفرش که منجر به کشته شدن سه نفر شد، شورای سیاست‌گذاری ائمه جمعه از عزل او خبر داد. شورای سیاست‌گذاری ائمه جمعه استان مرکزی روز یکشنبه، ۱۷ بهمن ضمن اشاره به عزل حسین حاجی‌لری، از معرفی جانشین او در روزهای آینده خبر داد.